# 병인양요
병인양요(丙寅洋擾)는 1866년(고종 3년)에 병인박해를 명분으로 프랑스가 일으킨 전투이다. 흥선대원군에 의해 진행된 천주교 탄압인 병인박해로 프랑스 선교사 9명이 사망하자 이를 구실 삼아 천진에 있던 프랑스 극동사령관 로즈 제독이 함대를 이끌고 조선을 침공하였다.
1차 침공때는 한강을 거슬러 올라와 양화나루와 서강까지 순찰만 한 후 조용히 물러갔으나 이내 전력을 보강하여 강화도를 침공한 후 점령하였다. 프랑스는 책임자 처벌과 통상수교를 요구했으나 흥선대원군이 거부하자 양측간에 물리적인 충돌이 발생했다. 1866년 11월에 퇴각하면서 강화읍을 파괴하고 방화하였으며 강화 이궁과 외규장각 등에서 각종 무기와 수천권의 서적, 국왕의 인장, 19만 프랑 상당의 은괴를 약탈하였다.

## 배경

### 러시아의 남하정책
철종의 재위기에 세도정치를 하던 안동 김씨 문중은 천주교에 대해 관대한 편이었다. 이 시기에 베르뇌 주교, 리델 신부(1861년 입국) 등 프랑스 선교사가 많이 들어와 선교에 힘썼는데, 1861년(철종 12년)에는 천주교인의 수가 18,000명, 1865년(고종 2년)에는 23,000명을 헤아리게 되었다.
한편 1864년(고종 1년) 러시아인들이 함경도의 경흥부에 방문해 조선 정부에 통상을 요구하였다. 이런 갑작스러운 요구에 조선 정부는 아무런 대책을 세우지 못하고 당황하고 있을 때, 당시 조선에 선교를 목적으로 방문 중이던 천주교 선교사들이 조선 정부가 프랑스, 영국과의 동맹을 체결한다면 프랑스의 나폴레옹 3세의 힘을 빌려 러시아의 남하를 저지할 수 있음을 주장했다. 하지만 러시아 측의 통상요구는 시일이 지나면서 사그러들었기에 조선 정부는 안심하게 되었고, 선교사들이 제안했던 삼국 동맹은 무산되었다.

### 병인박해(1866년)
1864년에 집권한 흥선대원군은 천주교를 탄압할 생각이 없었다. 그러나 청나라에서 천주교를 박해하는 방향으로 정책을 전환한후 이런 분위기에 편승한 반대세력들의 공세가 이어지자 정권 유지를 위해 1866년 천주교 박해령을 선포하였다. 남종삼·정의배(丁義培) 등 조선의 천주교도 8,000여 명이 처형되고, 프랑스 선교사 12명 중 9명이 처형된다. 박해를 피해 1866년 5월 8일 조선을 탈출한 리델 신부는 7월 6일 청의 주푸항에 도착했다. 그는 프랑스 극동함대(極東艦隊)사령관 로즈 제독을 만나러 톈진을 향했다. 텐진에서 로즈를 만난 리델 신부는 프랑스 신부들의 순교소식을 전하고 생존해 있는 다른 신부 두 명의 신변을 보호하기 위해 즉각 함대를 출항시켜줄 것을 요청했다. 로즈 제독은 인도차이나의 반란을 진압하기 위해 출동한 주력함대가 돌아오는 대로 조선 원정을 단행할 것을 약속했다.

## 경과

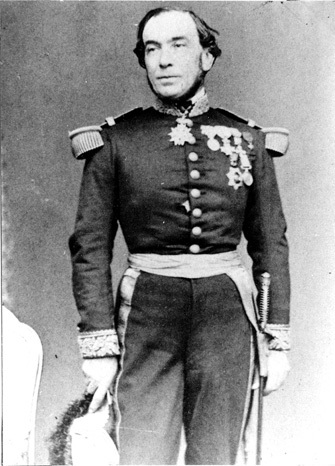
피에르귀스타브 로즈 제독 (1812-1882)

침공 결의에서 일어난 천주교 박해에 대해 보고 받은 북경의 프랑스 대리공사(代理公使) 벨로네(Henri de Bellonet)는 청나라 총리아문(總理衙門)의 수반이었던 공친왕 혁흔(恭親王 奕訢)에게 서한을 보내 항의하며 조선 정벌의 결의를 표명했다. 하지만 청나라 측은 “조선은 비록 청의 조공국이긴 하지만 예로부터 내정과 외교는 자치적으로 행해 왔다.”라는 식으로 조선의 내정과 외교는 자주이며 청이 개입할 여지는 실질적으로 없다는 식의 답신을 보내, 사건이 청나라와는 무관함과 향후 이에 대해 어떤 일이 발생하더라도 청나라 정부는 간섭할 수 없음을 프랑스 공사관 측에 통고했다. 한편 청나라를 통하여 프랑스의 침략 의사를 전해들은 대원군은 탄압을 더 심하게 하는 한편 변경의 방비를 더 굳게 하였다.

### 개전
1866년 10월 19일 로즈 제독이 인솔하는 프랑스 군함 3척이 리델 신부와 조선인 신자 3명의 안내로 오늘날의 인천 앞바다에 다다랐다. 특히 리델 신부는 프랑스 군함이 조선 연안에 출현하면 조선의 천주교 신도들이 봉기를 일으킬 것이라고 말했지만 실제로 신도는 한명도 찾지 못했다. 순무영에서 프랑스 함대에 격문을 보내니 회답 격문이 왔다. 그에 따르면 선교사가 죄없이 죽었으므로 때문에 왔다고 주장하면서, 죽은 프랑스 천주교회 선교사 9명에 갈음하여 조선인 9,000명을 죽이겠다고 협박하였다.
1866년 10월 26일 지금의 마곡철교 하단부를 통과하여 한성부(서울) 근교 양화진(楊花津)·서강(西江) 일대에 진출했다. .이로 인해 서울 도성은 공포와 혼란 속에 빠지게 되었다.이에 조선 정부는 급히 어영대장 이용희를 파견하여 한강 연안 경비를 강화하였다.프랑스 함대에서는 3척의 소(小)함대로써 도성의 공격이 곤란함을 깨닫고, 그 부근의 지형만 정찰하고 11월 2일에 청나라로 물러났다. 조선 정부는 더욱 군비를 갖추고 한강 일대의 경비를 엄하게 하였다.

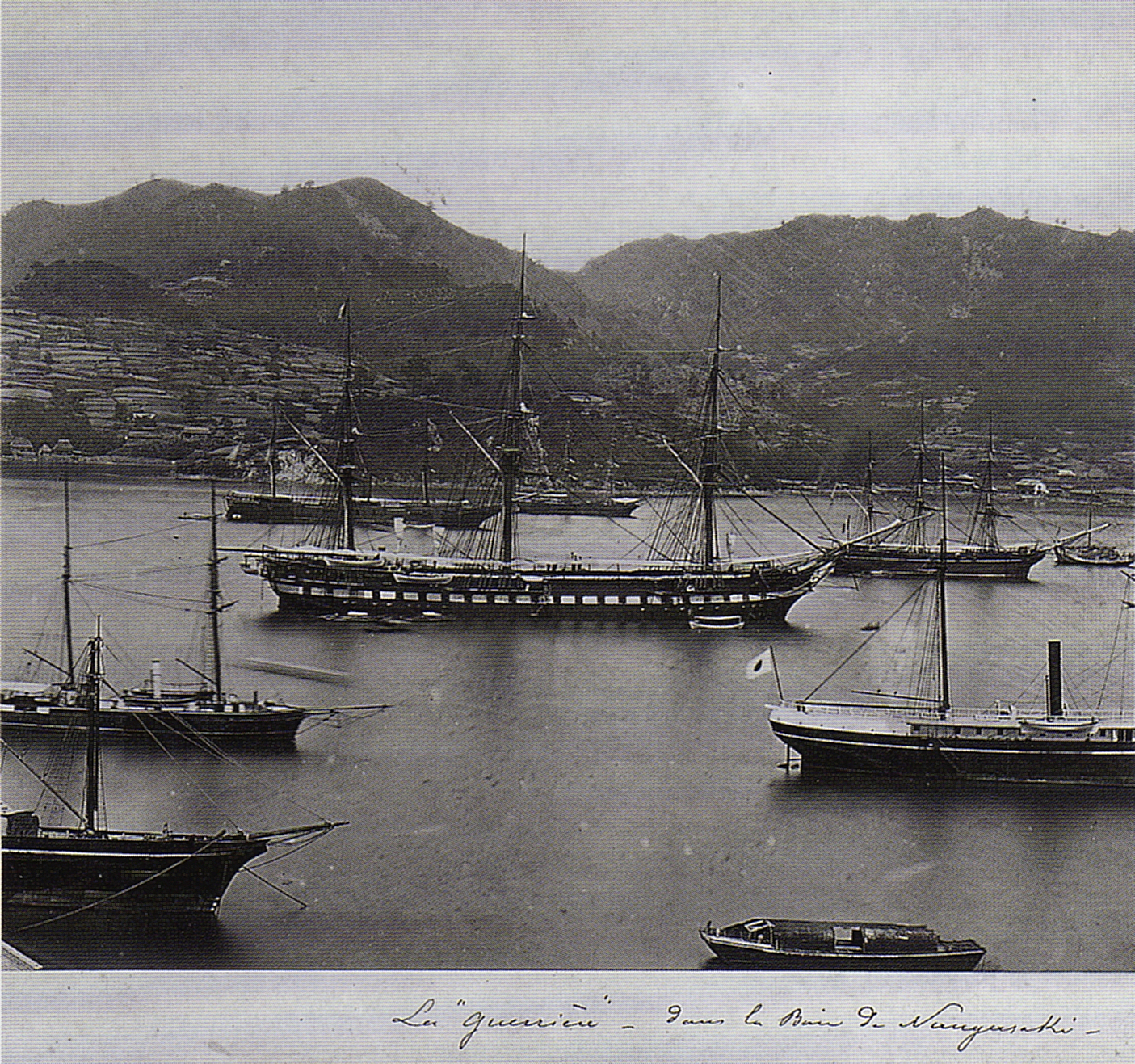
1865년 일본 나가사키 항 주변에 정박 중이던 프랑스 함대의 모습. 중앙에 보이는 것이 기함인 순양함 게리에르(Guerriere)이다.

### 강화도 침공
그 해 11월 17일 로즈 제독은 프리깃함 게리에르(Guerrière)를 포함한 7척의 군함과 일본의 요코하마에 주둔해 있던 해병대 300명을 포함한, 도합 1,230여 명 가량의 해병대를 동원해 다시 강화도 부근의 물치도(勿淄島) 근처로 진출하였다. 11월 20일에는 프랑스 함정 4척과 해병대의 일부가 강화도의 갑곶진(甲串鎭) 부근의 고지를 점령한 뒤 한강의 수로를 봉쇄했다. 이어 11월 22일에는 프랑스군의 전군이 동원되어 강화성을 공략해 점령하고 여러 서적 등을 약탈하였다.
이에 조선 정부는 이경하(李景夏)·이기조(李基祖)·이용희·이원희(李元熙) 등의 장수들을 급히 양화진·통진(通津)·광성진(廣城津)·부평(富平)·제물포 등의 여러 요소와, 문수산성·정족산성 등지에 파견하여 도성 수비를 강화하면서 11월 25일에는 프랑스 측에 공문을 보내 프랑스군의 철수를 요구했다.그러나 로즈 제독은 조선 측의 선교사 처형 등의 천주교 탄압행위를 비난하면서 전권대신의 파견을 요구했다.

### 교전과 퇴각
12월 2일에는 120여 명의 프랑스군이 문수산성을 정찰하다가 매복 중이던 한성근(韓聖根) 등 조선군의 공격을 받고 27명의 사상자를 내고 물러났다. 12월 13일 프랑스군은 다시 교동부(喬桐府)의 경기수영(京畿水營)을 포격하고, 대령 올리비에의 지휘로, 앞서 강화부를 점령한 160여 명의 프랑스 해병이 정족산성의 공략을 시도했다. 그러나 그곳에서도 매복 중이던 천총(千摠) 양헌수(梁憲洙) 및 사격에 능한 500여 명의 조선군 포수들의 공격을 받아 6명이 사망하고 30여 명이 부상을 입으면서 프랑스군의 사기는 크게 저하되었다. :189
로즈 제독은 조선 침공의 무모함과 더 이상의 교전이 불리함을 깨닫고 철수를 결정했다. 12월 17일 프랑스 군은 1개월 동안 점거한 강화성을 철거하면서, 장녕전(長寧殿) 등 모든 관아(官衙)에 불을 지르고 약탈한 금은괴와 대량의 서적, 무기, 보물 등을 가지고 갑곶진을 거쳐 청나라로 철군했다. :189 다만 프랑스군 기록에선 병인양요 전체 기간 중 프랑스군의 피해는 3명의 전사자와 35명의 부상자가 전부였다.

## 영향

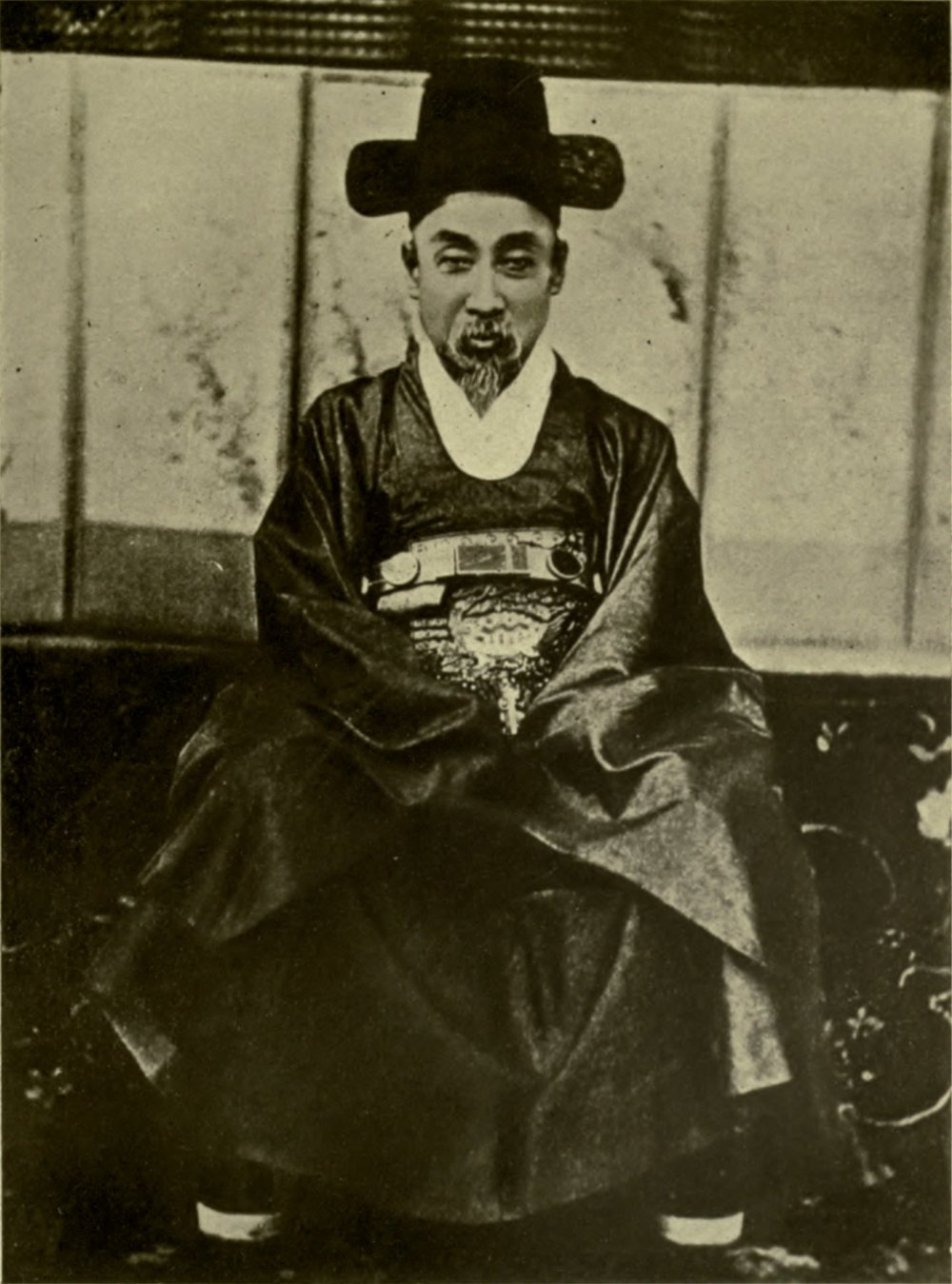
흥선 대원군

### 천주교 탄압 강화
이 사건에 분노한 흥선대원군은 "서양 오랑캐가 더럽혔던 땅을 서학인의 피로 씻음이 마땅하다"고 하면서 양화나루 옆의 잠두봉에 형장을 설치해 천주교인들을 처형하게 하였다.
이때 수천명의 천주교인들이 이곳에서 죽게 되었다. 잘린 목은 한강에 던져졌고, 한강물이 핏빛으로 변하였다 전해진다. 잘려나간 머리가 산처럼 높이 쌓였다 하여 이곳은 절두산(切頭山)이라 불리게 되었다. 병인양요로 말미암아 천주교도들에 대한 탄압은 더욱 거세졌다.

### 쇄국정책 강화
결과적으로 프랑스군을 물리친 일로 자신감을 가진 대원군은 기존에 고수하고 있었던 통상 수교 거부 정책을 더욱 강화하게 된다. 병인양요는 두 달 만에 끝났지만 강화도 외규장각에 보관돼 있던 귀중도서와 은괴 19상자 등을 약탈당했다고 한다. 또한 이 사건으로 말미암아 대원군은 쇄국양이(鎖國攘夷) 정책을 더욱 고집하여 천주교 탄압에 더욱 박차를 가하게 되었다. 한편 프랑스가 약탈해간 외규장각 도서는 2011년 영구 임대 방식으로 반환되었다.

## 같이 보기
- 병인박해
- 신미양요
- 흥선대원군
- 남종삼
- 국가책임
- 양헌수 승전비